# Violettstieliger Täubling

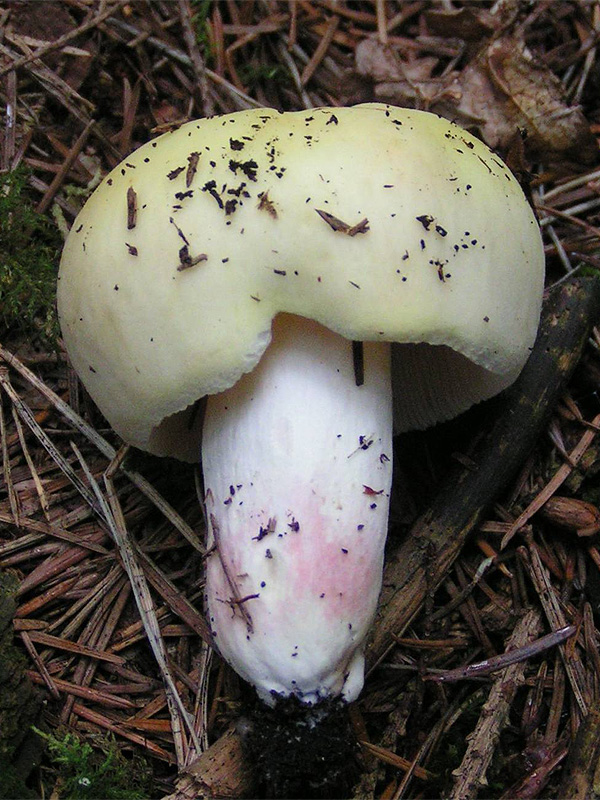
Junges Exemplar mit halbkugeligem Hut und noch hell gelb in der Farbe

Der Violettstielige Täubling (Russula violeipes), auch Violettstieliger Pfirsich-Täubling genannt, ist ein Pilz aus der Familie der Täublingsverwandten. Seine Huthaut ist samtig wie die eines Pfirsichs und gelb bis violett gefärbt. Auch sein Stiel ist zumindest im Alter violett überlaufen. Der Täubling ist ein recht beliebter Speisepilz, der, wenn er älter ist, leicht nach Krabben oder Hering riecht.

## Merkmale

### Makroskopische Merkmale
Der Hut des Violettstieligen Täublings ist in jungem Alter halbkugelig und mit zunehmendem Alter gewölbt bis ausgebreitet. Ältere Pilze haben einen Hut, dessen Mitte niedergedrückt ist. Die Oberfläche des Hutes ist feinsamtig und trocken. In jungem Alter ist er hell schwefelgelb, das sich mit zunehmendem Alter zu einem gelben oder gelbgrünen, dann zu einem purpurnen, dunkellilafarbenen bis braunen Ton ändert. Er misst zwischen 2 und 9 cm im Durchmesser.
Die Lamellen sind am Stiel angewachsen. Sie sind jung weißlich und verändern sich mit zunehmendem Alter des Pilzes von cremefarben, über schwefelgelb bis hin zu strohgelb. Sie können sich etwas speckig anfühlen und stehen recht gedrängt, pro Zentimeter stehen zwischen 15 und 17 Lamellen, mit ganzrandiger Schneide.
Der Stiel des Pilzes ist 3–8 cm lang und etwa 0,5 bis 2 cm breit, zylindrisch geformt und an der Basis meist verjüngt oder spindelförmig. Jung ist er weiß gefärbt und verfärbt sich im Alter immer stärker violett.
Das Fleisch ist hart und hat eine weiße Farbe. Es schmeckt mild und riecht im Alter deutlich nach gekochten Krabben oder heringsartig.

### Mikroskopische Merkmale
Die Sporen sind oval bis fast kugelig, 6–9 µm lang und 6–8 µm breit. Sie sind hellgelb gefärbt und wie die Sporen aller Täublinge amyloid. Die Warzen sind 0,7–1 µm hoch und über Linien oder Grate miteinander zu einem ziemlich gut entwickelten Netz verbunden. Die Basidien sind keulenförmig und 30 bis 40 µm lang. Sie sind zwischen 8,5 und 11 µm breit und tragen zwischen 3 und 4 Sporen. Sie sind hyalin. Pileozystiden fehlen und Pleurozystiden sind selten und lassen sich mit Sulfovanillin nicht anfärben. Der Lamellenrand ist mit spitz zulaufenden Zellen umsäumt. Die Hyphen-Endzellen der Huthaut laufen meist spitz zu, die  Stützzellen sind meist aufgeblasen, manchmal sogar ballonförmig.

## Ökologie
Der Violettstielige Täubling ist wie alle Täublinge ein Mykorrhizapilz, der bevorzugt mit Rotbuchen eine Partnerschaft eingeht. Seltener können auch Eichen als Wirt dienen und noch viel seltener auch Fichten.
Der Täubling, der saure Böden bevorzugt, kommt daher meist in Hainsimsen-Buchenwäldern und sauren Ausprägungen des Waldmeister-Buchen-, Labkraut-Tannen und Hainbuchen-Eichenwaldes vor. Wenn Eichen oder Rotbuchen eingestreut sind, findet man ihn auch in Fichtenwäldern oder Forsten. Ebenso kommt er an Wald- und Wegrändern vor.
Der Täubling mag flachgründige, nährstoff- und kalkarme, mäßig trockene bis frische Böden. Die Fruchtkörper erscheinen von Juni bis September. Man findet die Art vom Flachland bis ins hohe Bergland.

## Verbreitung

Europäische Länder mit Fundnachweisen des Violettstieligen Täublings.
Legende:
Länder mit Fundmeldungen
Länder ohne Nachweise
keine Daten
außereuropäische Länder

Die Art ist in Europa und Asien (Japan, Korea, Taiwan), Nordafrika (Marokko) und  Nordamerika (USA) verbreitet. In Europa reicht ihr Verbreitungsgebiet von der temperaten Zone bis in den Mittelmeerraum.
In Deutschland ist die Art mäßig verbreitet, mit deutlichen Lücken in Nordwest-Niedersachsen sowie in allen Kalkgebieten.

## Systematik

### Infragenerische Systematik
Der Violettstielige Täubling steht in der Untersektion Amoeninae, die innerhalb der Sektion Heterophyllae steht. Die Täublinge dieser Untersektion haben rötliche bis violett gefärbte, meist samtig matte Hüte, die seltener auch grünlich, bräunlich oder gelblich gefärbt sein können. Sie schmecken mild und riechen zumindest im Alter krabben- bis heringsartig. Ihr Sporenpulver ist cremefarben.

### Varietäten
- Russula violeipes var. citrina  (Quél.) Sarnari (1998)

Der Hut ist 6–8(10) cm breit und lange Zeit konvex oder fast genabelt. Er ist rein gelb gefärbt, manchmal zum Rand hin verwaschen rosa bis blass lila überlaufen. Der Stiel ist weiß oder gelb, selten verwaschen violett. Das Fleisch und der Geruch sind wie beim Typ. Die Sporen sind bis 8,5(9) µm lang und 7(8) µm breit, haben aber die gleiche Ornamentierung.

## Bedeutung
Der Violettstielige Täubling ist in Deutschland ein beliebter Speisepilz. Die Ernährungs- und Landwirtschaftsorganisation (FAO) listet die Art  als Speisepilz, der vor allem in Thailand konsumiert wird.